# Archebios
Archebios Dikaios Nikephoros (Tiếng Hy Lạp: Ἀρχέβιος ὁ Δίκαιος, ὁ Νικηφόρος nghĩa là "Người công bằng, người Chiến Thắng") là một vị vua Ấn-Hy Lạp, ông cai trị ở khu vực Taxila. Osmund Bopearachchi xác định niên đại của ông là vào khoảng năm 90-80 trước Công nguyên, và RC Senior cũng xác định cùng một niên đại tương tự. Ông có lẽ là một trong những vị vua Ấn-Hy Lạp cuối cùng trước khi vị vua của người Saka, Maues, chinh phục Taxila, và đã cai trị cùng thời với vua Hermaeos ở phía tây. Ông có thể có là một người họ hàng của Heliokles II, vị vua đã sử dụng một hình ảnh đảo ngược tương tự và cũng dùng tước hiệu Dikaios.

## Tiền xu
Archebius đã ban hành đồng bạc với hình nhà vua đội vương miện hoặc đội mũ giáp, đôi khi đang chuẩn bị phóng ngọn giáo đi. Ở mặt sau của đỗng xu là hình ảnh thần Zeus đang đứng đối mặt, giữ một tia sét hoặc trên một số đồng tiền là một chiếc khiên aegis.
Archebios cũng đúc một loạt các đồng tetradrachm hiếm theo kiểu Attic và được tìm thấy ở Bactria.
Ông đã ban hành huy chương đồng với hình một con cú / Nike.
| Tiền triều: (Ở Arachosia và Gandhara) Menander II (Ở Punjab) Artemidoros | Vua Ấn-Hy Lạp (Arachosia, Gandhara, Punjab) (90–80 TCN) | Kế vị bởi: Vua Ấn-Scythia: Maues |